# 先烈路 (广州)

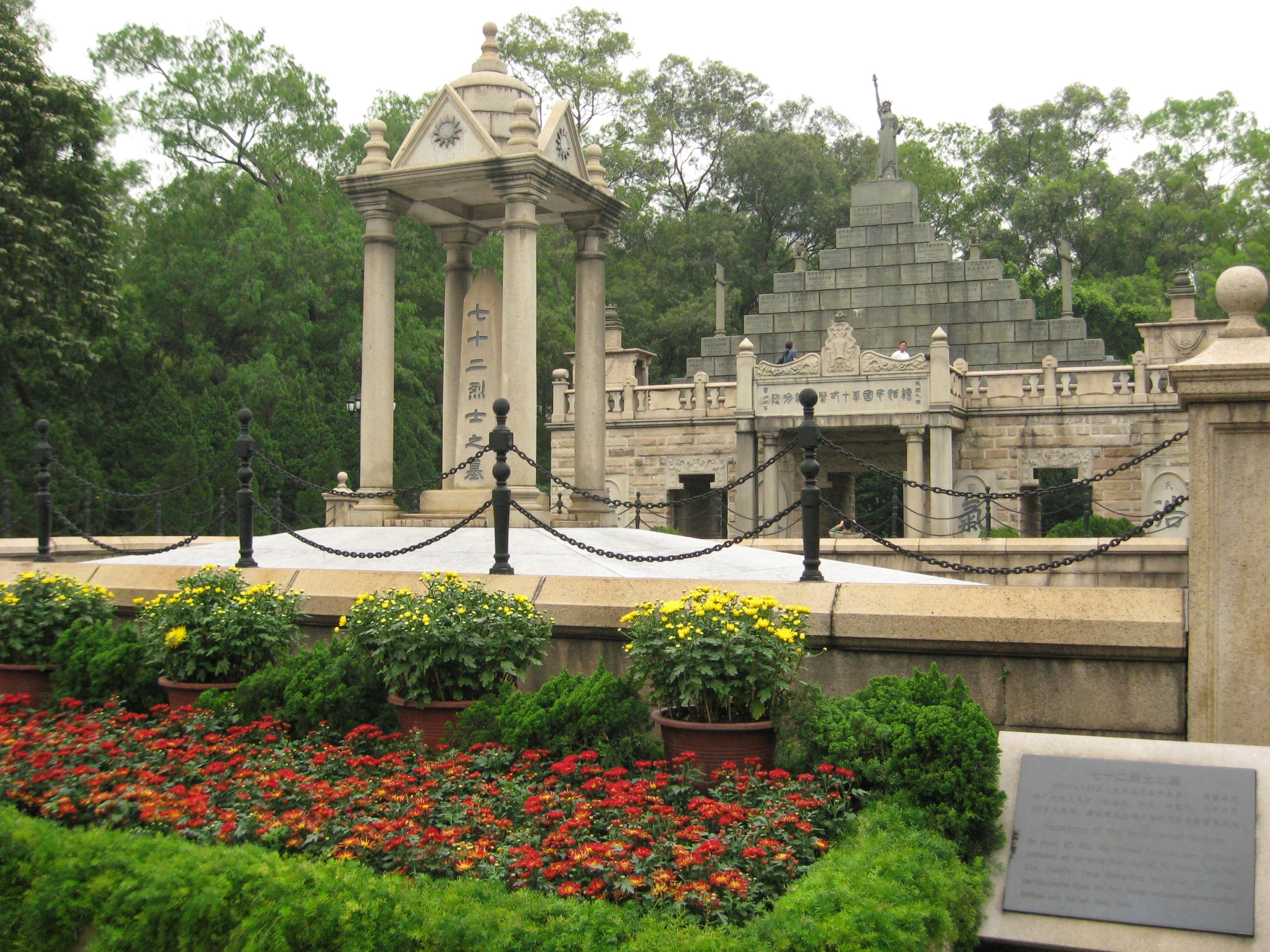
黃花崗七十二烈士墓

先烈路位于中華人民共和國廣東省广州市越秀区，为一条呈东北至西南走向的主干道。其西南起东风东路，东北接禺东西路，全长3,670米，宽约33米，分东、中、南三段。

## 历史
先烈路原名东沙马路，寓意由大东门外至沙河。馬路起始，可追溯到1906年（光緒三十二年）3月，當時由商人主持，於廣州城東郊開始修築第一條城郊馬路，拓闊原有自廣州城大東門到白雲山的山間土路，沿路基兩側掘排水渠，於路基 鋪上1:1混合的泥同沙，壓至4寸厚度。，1907年（光绪三十三年）完工，方便了廣州人出城上白雲山，終點設有「息鞭亭」，以便遊人休息。因中段有黄花岗七十二烈士墓，为纪念辛亥革命的烈士，1921年改今名。

## 特色

### 墓葬

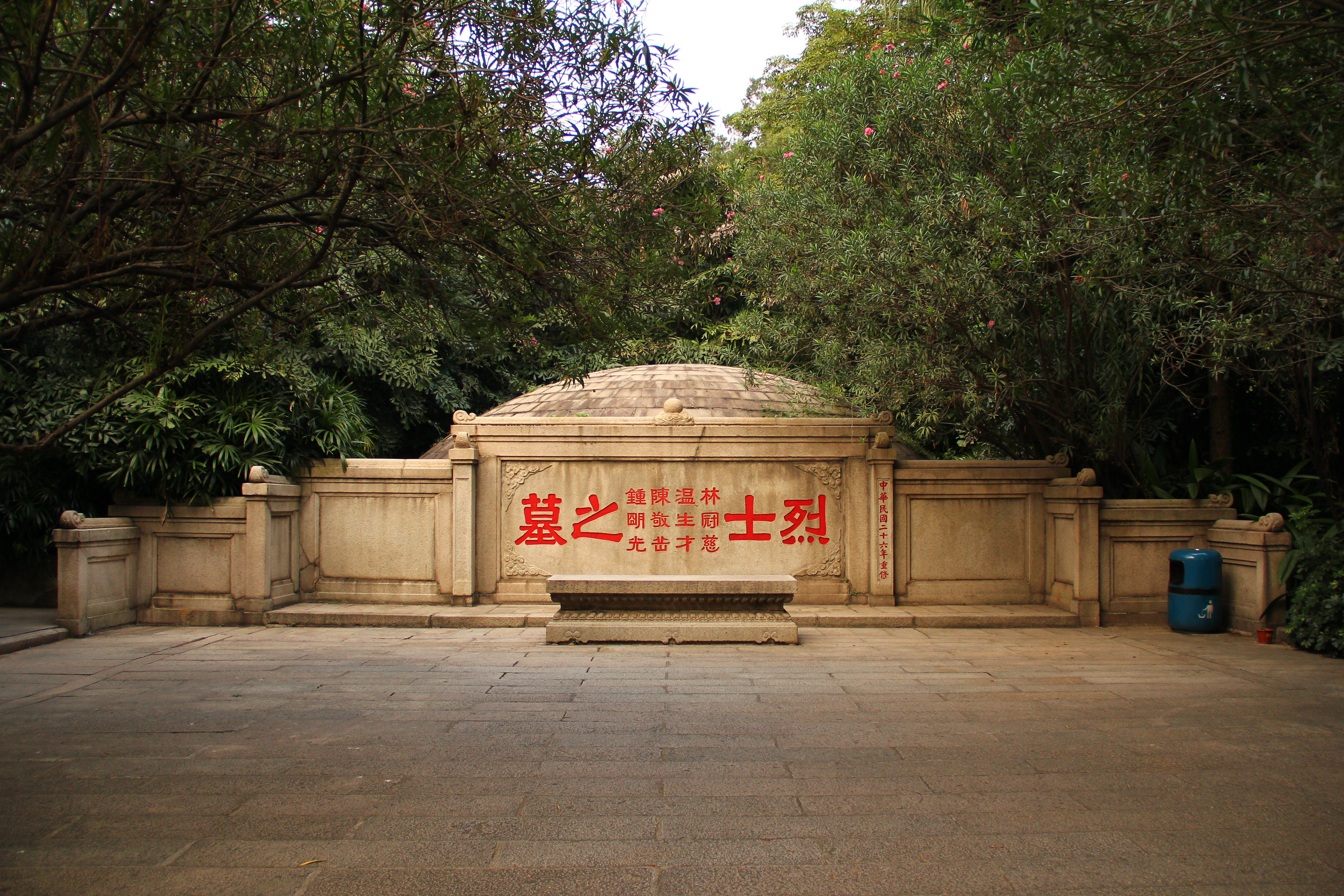
红花岗四烈士墓
興中會墳場
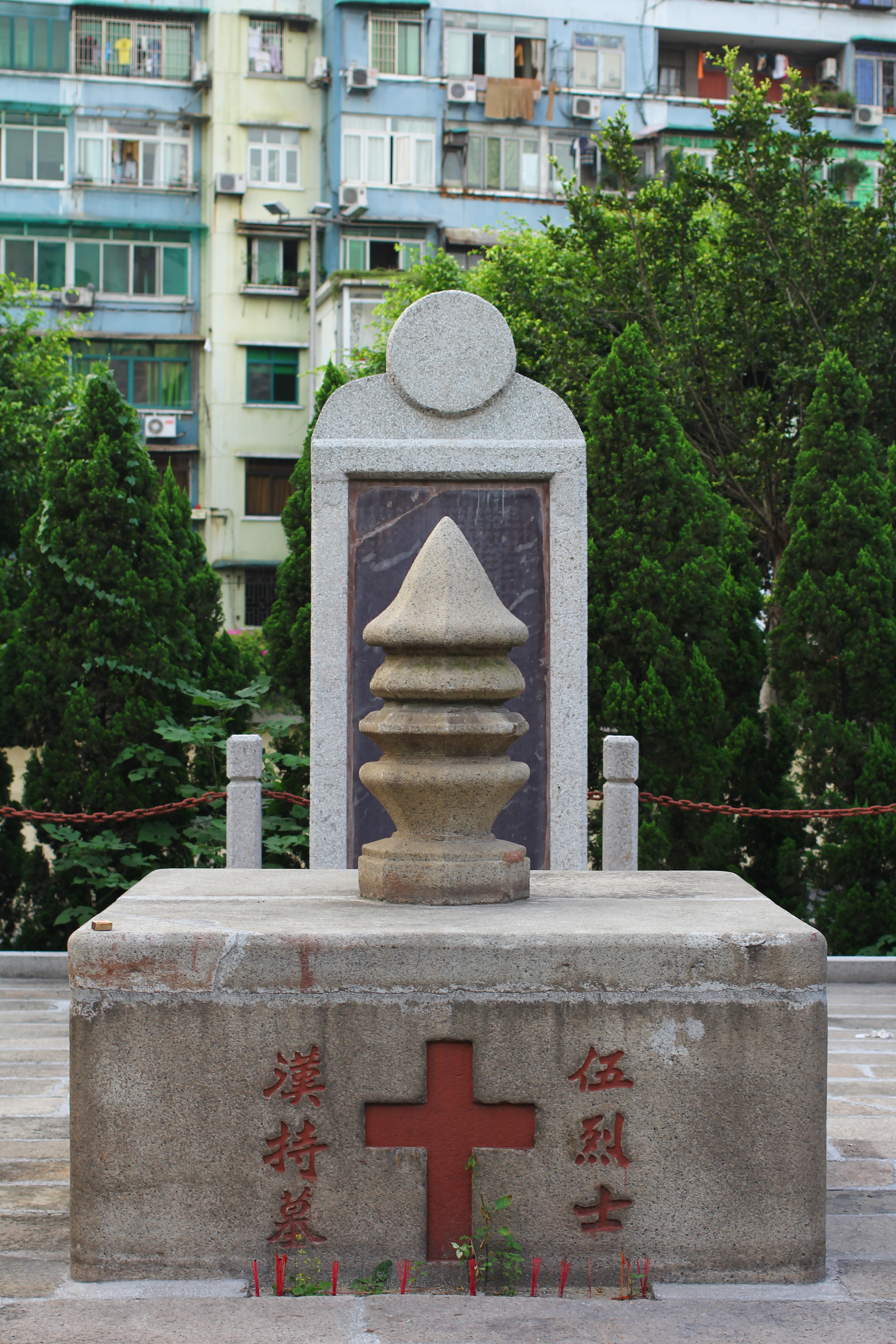
伍烈士漢持墓
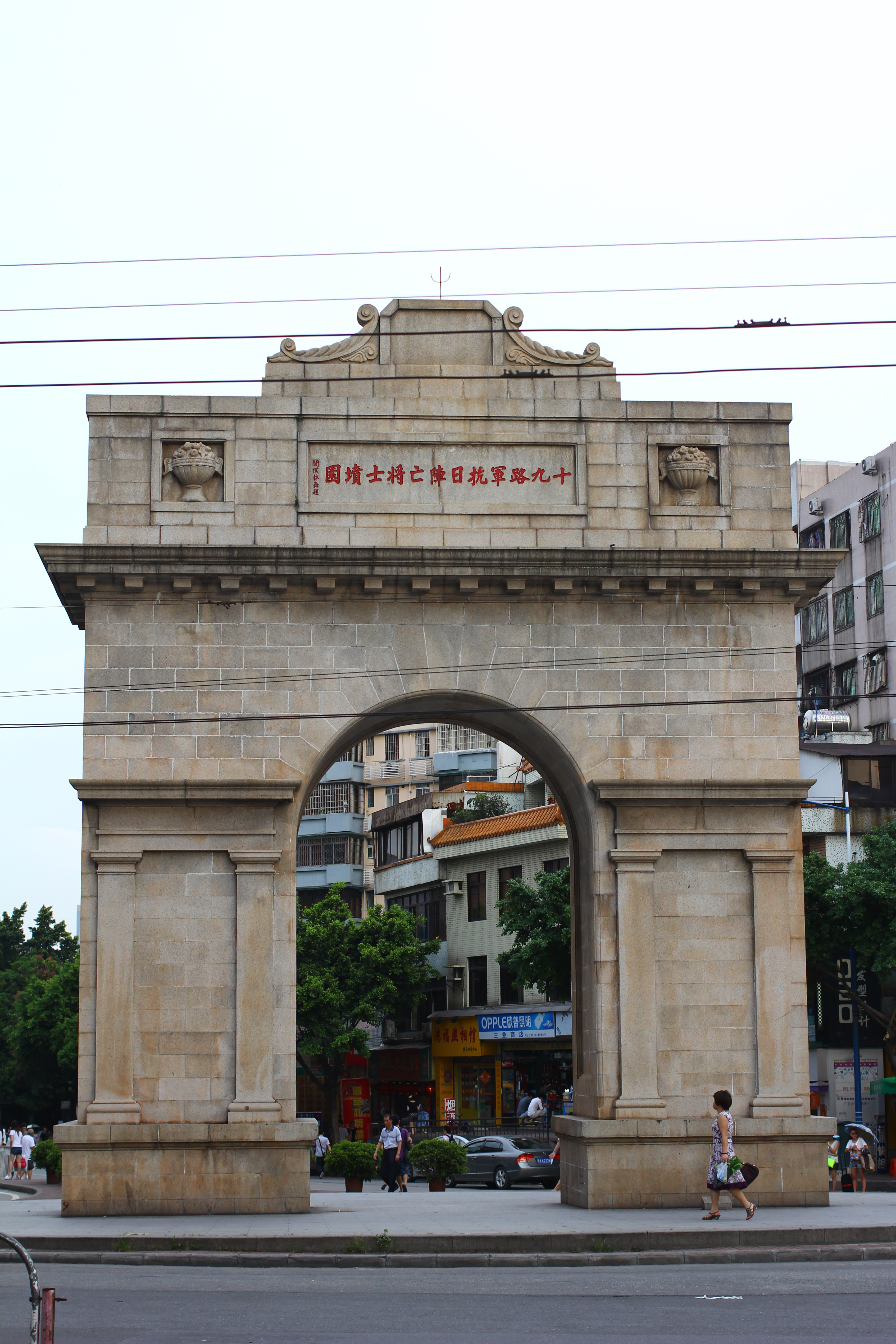
十九路軍抗日陣亡將士墳園
朱执信墓（衣冠冢）
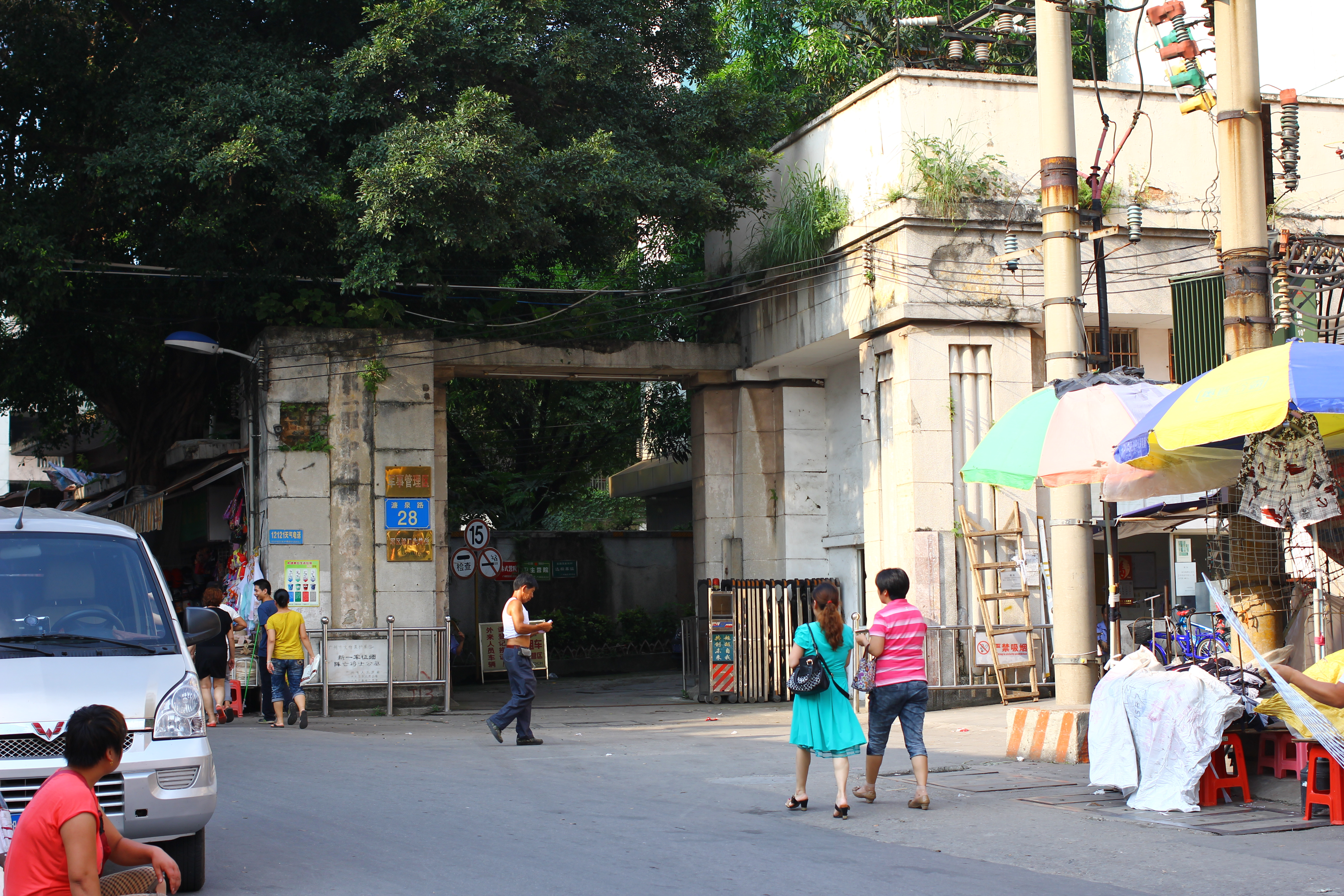
新一軍征緬陣亡將士公墓原大門

全路有20多个墓葬，曾经是广东省城东郊最好的墓葬区：耶教坟场、庚戌坟场、滇军坟场、海军坟场、警察坟场、五十四军公墓(部分)等，均高度集中在这一区域，大部分墳場在共和國後被清理或遠遷。
- 先烈南路，长800米。南端接广州起义烈士陵园，陵园内还有红花岗四烈士墓（温生才、林冠慈、陈敬岳、钟明光）及叶剑英墓园；中山大學腫瘤防治中心（附屬腫瘤醫院）內有伍漢持烈士墓；广州市执信中学内有朱执信墓；西侧有兴中会坟场及邓荫南墓。

- 先烈中路，长1750米。西侧有黄花岗七十二烈士墓园，史坚如、杨仙逸、潘达微、邓仲元、冯如等墓及越南范鸿泰烈士墓等在内；西侧牛王庙山上有庚戌新军起义烈士墓；东侧靠近广州动物园有张民达墓和华侨五烈士墓（谢八尧、邓伯曜、郑行果、谭振雄、范运焜）。

- 先烈东路，长1120米。南侧沙河顶有十九路军淞沪抗日阵亡将士陵园；北侧驷马岗有朱执信墓（衣冠冢）。靠近濂泉路一带有新一軍公墓（现已被军区、市场、酒店霸占，受严重破坏）。

## 与之交汇道路
- 顺序由西南往东北排列，粗体字表示主干道
- 东风东路
- 执信南路
- 区庄立交：环市东路
- 太和岗路
- 永福路、云鹤北街
- 内环路A线入口
- 水荫路
- 龙岗路
- 濂泉路
- 禺东西路、广州大道北

## 公共交通
- 广州地铁5号线区庄站
- 广州地铁6号线沙河顶站、黃花崗站、區莊站

均在鄰近先烈路位置設有出口。